# بونراکو

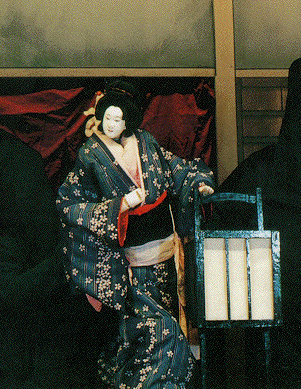
بونراکو

بونراکو (به ژاپنی: 文楽) در حال حاضر به نمایش خیمه شب بازی سنتی ژاپنی گفته می‌شود. بونراکو در اوزاکا آغاز شده‌است.